# 撒木错
撒木错是一个位于中国西藏自治区那曲地区的湖泊，面积约为1.62平方千米，属于青藏高原。它的一级流域为广西、云南、西藏、新疆诸国际河流，二级流域为怒江、伊洛瓦底江水系。